# Горан Баланчевић
Горан Баланчевић (Краљево, 1961) је српски позоришни глумац.

## Биографија
У родном граду је завршио основну и средњу школу.
Лутакрством и глумом се професионално бави од 1980. Радио је у позоришту, телевизији и на филму.
Он је био стални члан Народног позоришта „Љубиша Јовановић“ у Шапцу, позоришта лутака „Пинокио“ у Земуну, Wolken театра и Popen теaтра Chardak у Амстердаму.
Један од аниматора у ТВ серији „Лаку ноћ, децо“.
Активно се бави технологијом лутака.

## Награде
- Најбоље глумачко остварење у представи „Златна јабука“ 1988, Сусрети професионалних позоришта лутака Србије (Нови Сад)[1]
- Награда „Јанко Врбњак“ у представи „Кића у царству буба“ 1991, Сусрети професионалних позоришта лутака Србије (Зрењанин)[1]
- Награда за најбоље глумачко остварење у представи "Сетио сам се", 1992, Сусрети професионалних позоришта лутака Србије (Београд)[1]
- Награда за глумачко остварење у представи „Велика крађа сатова“ 1997, Сусрети професионалних позоришта лутака Србије (Ниш)[1]
- Награда „Јанко Врбњак“ у представи „Био једном један лав“ 2001, Сусрети професионалних позоришта лутака Србије (Нови Сад)[1]
- Награда „Јанко Врбњак“ у представи „Конац дело краси“ 2008, Сусрети професионалних позоришта лутака Србије (Ниш)[1]
- Награда за колективну игру 1985, Бијенале југословенског луткарства (Бугојно)[1]
- Награда за најбоље глумачко остварење у представи „Златна јабука“ за улогу Лакат-браде 1989, Бијенале југословенског луткарства (Бугојно)[1]
- Награда за глумачко остварење у представи „Био једном један лав“ 2001, Међународни фестивал позоришта за дјецу (Бања Лука)[1]
- Награда за анимацију у представи „Андерсенови кувари“ 2008, Међународни луткарски фестивал „Златна искра“ (Крагујевац)[1]
- Признање за глумачку игру у представи „Андерсенови кувари“ 2017, Бугојанско луткарско бијенале[1]
- Годишње награде Малог позоришта „Душко Радовић“ (Божидар Валтровић) за улоге у представама: „Кића у царству буба“, „Сетио сам се“, „Велика крађа сатова“, „Царев славуј“, „Био једном један лав“, „Капетан Џон Пиплфокс“, „Конац дело краси“, „Циркус Марио & Нета“[1]

## Одабране улоге
- „Андерсенови кувари“[1]
- „Поп Ћира и поп Спира“[1]
- „Камени цвет“[1]
- „Мачак у чизмама“[1]
- „Три прасета“[1]
- „Плави чуперак“[1]
- „Циркус Марио & Нета“[1]
- „Капетан Џон Пиплфокс“[1]
- „Судбина једног Чарлија“[1]
- „Карлсон с крова“[1]
- „Украдени принц и изгубљена принцеза“[1]

## Галерија
- Мало позориште &quot;Душко Радовић&quot;, Београд; представа: &quot;Циркус Марио & Нета&quot;, 2016, фото Жељко Синобад - Горан Баланчевић